# Ángel Fernández Artime
Ángel Fernández Artime, SDB (Luanco, 21 d'agost de 1960) és un cardenal catòlic espanyol. Va ser rector major de la Congregació Salesiana, entre 2014 i 2024.

## Biografia
Ángel va néixer a una família de pescadors, el 21 d'agost de 1960, a la parròquia de Santa Maria de l'Anunciació de Luanco, al concell de Gozón.
A partir de 1970 va assistir a un internat a Astudillo i posteriorment a un col·legi a Cambados durant tres anys i després al Centro Don Bosco de Lleó.
Va estudiar Filosofia a la Universitat de Valladolid, i Teologia a Santiago de Compostel·la. També va realitzar una passantia Pastoral de dos anys a Lleó . Va obtenir les llicenciatures en Teologia pastoral, Filosofia i Pedagogia.

### Vida religiosa
Va ingressar a la Congregació dels Salesians, completant el noviciat a Mohernando. Va realitzar la seva primera professió de vots religiosos el 3 de setembre de 1978, i la professió solemne el 17 de juny de 1984, a Santiago de Compostel·la.
La seva ordenació sacerdotal va ser el 4 de juliol de 1987, a Lleó.
Va treballar inicialment com a professor i pastor al Col·legi Santo Ángel d'Avilés. Després va treballar com a delegat per a la Pastoral Juvenil a la Inspectoria de León dels Salesians i va dirigir el Colegio Don Bosco d'Ourense. També va ser membre del Consell Provincial i va actuar com a vicari del provincial. De 2000 a 2006, va ser provincial de l'Ordre Província de León. També va ser membre de la comissió tècnica que va preparar el 26è Capítol General dels Salesians, celebrat el 2008.
El 2009 va ser nomenat provincial de la Inspectoria Argentina Sud, amb seu a Buenos Aires, en aquest període va tenir l'oportunitat de conèixer i col·laborar personalment amb el llavors arquebisbe de Buenos Aires, cardenal Jorge Mario Bergoglio, avui el papa Francesc.
El 23 de desembre de 2013, va ser nomenat provincial de la Província Sud de l'Ordre Espanyola de María Auxiliadora, amb seu a Sevilla, càrrec que ocuparia al maig. No obstant això, ja no va assumir aquesta tasca ja que el 25 de març de 2014, va ser elegit rector major pel 27è Capítol General dels Salesians. És el primer espanyol i el tercer no italià a convertir-se en rector dels Salesians.
Com a rector major, va presidir la inauguració de les celebracions del 200 aniversari de sant Joan Bosco el 24 de gener de 2015, a Torí.
L'11 de març de 2020, va ser confirmat en aquest càrrec pel 28è Capítol General. En la seva qualitat rector major, és també Gran canceller de la Universitat Pontifícia Salesiana i de la Universitat Pontifícia d'Auxilium (2014-2021), així com del Pontificium Institutum Altioris Latinitatis.
El 2018, va participar en la XV Assemblea general ordinària del Sínode dels bisbes.

## Cardenalat
Va ser creat cardenal pel papa Francesc durant el consistori del 30 de setembre de 2023, amb el titulus de cardenal diaca de Santa María Auxiliadora en Vía Tuscolana. És el primer superior d'una congregació religiosa a ser nomenat cardenal. És el primer cardenal elegible sense ordenació episcopal des de Roberto Tucci el 2001. Va prendre possessió formal de la seva Església Titular el 17 de desembre del mateix any.
El papa Francesc ha anunciat que se li assignarà una nova tasca, encara desconeguda, a partir de l'1 d'agost del 2024. Amb efectes a partir del 31 de juliol del 2024, Fernández Artime hauria de dimitir del seu càrrec de rector major dels Salesians.
El 4 d'octubre de 2023, va ser nomenat membre del Dicasteri per als Instituts de Vida Consagrada i les Societats de Vida Apostòlica.
El 5 de març de 2024, el papa Francesc el va nomenar arquebisbe titular d'Ursona, contràriament a la pràctica habitual segons la qual els cardenals renuncien a les seves seus titulars amb la creació cardenalícia. Va ser consagrat el 20 d'abril del mateix any, a la Basílica de Santa Maria la Major; a mans del cardenal Emil Paul Tscherrig. Va renunciar al càrrec d'arquebisbe titular d'Ursona immediatament després de la seva consagració.
En relació amb la seva ordenació episcopal, va anunciar que, amb un permís especial ("decret dispensa") del Papa, continuaria exercint el seu càrrec com a rector major dels Salesians fins al 16 d'agost de 2024, quan anunciaria la seva dimissió al càrrec. En aquesta data determinada, Fernández Artime va signar la seva renúncia a la Basílica de Juan Bosco, després de presidir una missa pel natalici de Don Bosco, i pel tancament del Sínode Salesià dels Joves.El vicari general, l'italià Stefano Martoglio, va assumir les funcions del govern ad interim, fins al proper Capítol General el febrer de 2025.